# 16.º Regimiento Aéreo
El 16.º Regimiento Aéreo (16. Flieger-Regiment) fue una unidad de la Luftwaffe de la Alemania nazi.

## Historia
Fue formado el 16 de agosto de 1942, a partir del 16º Regimiento de Instrucción Aérea. En octubre de 1942 es redesignado como  5ª División de Campaña de la Luftwaffe.

## Comandantes
- Coronel Hans-Jochen von Arnim - (16 de agosto de 1942 - octubre de 1942)